# Vela padrão
Uma vela padrão é um objeto astronômico que possui uma luminosidade conhecida. Diversos métodos importantes permitindo determinar as distâncias em astronomia extragaláctica e em cosmologia baseiam-se nas velas padrão.
Ao se comparar a luminosidade conhecida (ou seu valor logarítmico derivado, a magnitude absoluta) e a luminosidade observada (ou sua magnitude aparente) de uma vela padrão, é possível calcular sua distância com a fórmula:
{\displaystyle 5\log {\frac {D}{1\ \mathrm {kpc} }}=m-M+5,}
onde {\displaystyle D} é a distância, {\displaystyle m} é a magnitude aparente e {\displaystyle M} a magnitude absoluta.
As velas padrão mais conhecidas são:
- as variáveis de tipo RR Lyrae, gigantes vermelhas utilizadas  essencialmente para medir as distâncias na Via Láctea e as nebulosas próximas;
- as variáveis cefeidas, a escolha predileta em astronomia extragaláctica, permitindo que se alcancem distâncias de até 20 Mpc ;
- as supernovas de tipo Ia, que têm uma magnitude absoluta muito bem determinada como uma função da forma de sua curva luminosa e que são bastante utilizadas para determinar as distâncias em escala extragaláctica.

Em astronomia galáctica, os sobressaltos X (explosões termonucleares na superfície de uma estrela de nêutrons, freqüentemente designados pelo termo em inglês X-ray bursts) são empregados como velas padrão. As observações de sobressaltos X mostram às vezes um espectro de raios-X indicando uma extensão do raio da estrela. Assim, o fluxo de raios-X no seu máximo deve corresponder ao limite de Eddington, que pode ser calculado uma vez conhecida a massa da estrela de nêutrons (normalmente, estima-se essa massa a 1,5 massas solares). Este método permite determinar a distância de certos sistemas binários de pouca massa emitindo radiação X que são pouco brilhantes na luz visível, tornando a medida de sua distância muito difícil.
O principal problema que se apresenta com as velas padrão é a questão recorrente de sua padronização real. Por exemplo, todas as observações parecem indicar que as supernovas de tipo Ia que estão a uma distância conhecida têm a mesma luminosidade (corrigida pela forma da curva luminosa). Não obstante, não se sabe por que elas deveriam ter a mesma luminosidade, e a possibilidade que as supernovas de tipo Ia distantes tenham propriedades diferentes não pode ser excluída.
Essa questão não é somente filosófica, como se pode ver ao se estudar a história das medidas de distância utilizando as variáveis cefeidas. Nos anos 1950, Walter Baade descobriu que as cefeidas próximas utilizadas para calibrar as velas padrão eram de um tipo diferente daquele utilizado para medir as galáxias próximas. As cefeidas próximas fazem parte das estrelas de população II que são muito mais ricas em metais que as cefeidas distantes, fazendo parte da população I. Isso teve como conseqüência que as estrelas distantes eram mais brilhantes do que se acreditava até então, e as distâncias admitidas de nebulosas, de galáxias próximas e o diâmetro da Via Láctea foram repentinamente duplicados.